# Grammy Award for Best Songwriter of the Year, Non-Classical
Der Grammy Award for Songwriter of the Year, Non-Classical, auf Deutsch „Grammy-Auszeichnung für den Songwriter des Jahres (ohne Klassik)“, ist ein Musikpreis, der 2023 von der amerikanischen Recording Academy eingeführt worden ist. Ausgezeichnet wird „die herausragende Qualität, Professionalität und Kunstfertigkeit des Songwritings“ (excellence, profession and art of songwriting). 2024 wurde der Preis aufgewertet und zu einer Hauptkategorie gemacht.

## Geschichte und Hintergrund
Vor 2023 gab es Auszeichnungen für einzelne Kompositionen bzw. bei Liedern und Alben Auszeichnungen für die beteiligten Songwriter und Produzenten. Für Produzenten gab es auch schon zwei Grammys (klassische und nicht-klassische Musik), um das gesamte Schaffen innerhalb eines Jahres auszuzeichnen. Es gab aber keine entsprechende Auszeichnung für Songwriter. Da sich die Tätigkeit des Songwriting zumindest im Bereich der populären Musik ähnlich entwickelt hatte wie die der Musikproduktion, wurde für die nicht-klassische Musik ein entsprechender Preis ins Leben gerufen.
Als Voraussetzung für eine Nominierung müssen zwischen vier und neun Beiträge als Autor oder Ko-Autor vorliegen, die im Auszeichnungszeitraum zum ersten Mal veröffentlicht worden waren. Bei mindestens vier dieser Songs darf die Person nicht gleichzeitig als Interpret, Produzent oder in einer sonstigen unterstützenden Rolle beteiligt gewesen sein. (Bis 2024 lag das Minimum bei fünf Songs.) Aus den Vorschlägen werden in einer ersten Wahlrunde 30 Kandidaten gewählt, aus denen das Nominierungskomitee in einer gemeinsamen Sitzung fünf Nominierte auswählt, deren Namen vorab veröffentlicht werden.
Während die Auszeichnung im ersten Jahr noch ein eigenes Feld darstellte, wurde sie ab dem zweiten Jahr – zusammen mit dem Produzentenpreis (ohne Klassik) – in den Rang einer Hauptkategorie (General Field) erhoben.

## Gewinner und Nominierte
| Jahr                 | Gewinner         | Nationalität       | Nominierte                                                           | Bild des/der Gewinner(s) |
| -------------------- | ---------------- | ------------------ | -------------------------------------------------------------------- | ------------------------ |
| 2023 5. Februar 2023 | Tobias Jesso Jr. | Kanada             | - Amy Allen - Nija Charles - The-Dream - Laura Veltz                 |                          |
| 2024 4. Februar 2024 | Theron Thomas    | Vereinigte Staaten | - Edgar Barrera - Jessie Jo Dillon - Shane McAnally - Justin Tranter |                          |
| 2025 2. Februar 2025 | Amy Allen        | Vereinigte Staaten | - Jessi Alexander - Edgar Barrera - Jessie Jo Dillon - Raye          | Amy Allen 2024           |